# Maersk Line
Maersk Line je danska brodarska tvrtka koja se bavi globalnim kontejnerskim prijevozom te je najveća tvrtka unutar danskog konglomerata A.P. Moller – Maersk Group. S 25.000 zaposlenih, preko 600 brodova i velikim prihodima, Maersk Line se smatra najvećom tvrtkom na svijetu za brodski kontejnerski transport.

## Povijest
Tvrtku je 1928. godine u Kopenhagenu osnovao brodarski magnat Arnold Peter Møller. 12. srpnja iste godine je sklopljen ugovor s amaričkom automobilskom kompanijom Ford Motor Company. Tako je prvi prijevoznički posao obavljen na ruti od Baltimorea preko panamskog kanala do Dalekog istoka i natrag. Brod je tada prevozio rezervne automobilske dijelove i drugi teret.
Završetkom 2. svjetsko rata, broj operativnih plovila Maersk Linea je bio smanjen jer su brodovi uništeni tijekom vojnih napada ili su korišteni u vojne svrhe. Zbog toga je A. P. Møller odlučio reorganizirati tvrtku kako se ne bi izgubio tržišni udio u brodskom transportu. Prvi poslijeratni transport je počeo 16. ožujka 1946. kada je brod Chastine Maersk isplovio iz njujorške luke za Manilu i Šangaj.
Početkom 1950-ih tvrtka je proširila područje djelovanja na Japan, Hong Kong, Tajland, Indoneziju i Indiju. Tako je 1968. stvoreno partnerstvo s japanskom brodarskom tvrtkom Kawasaki Line o tjednim rutama od belgijskog Antwerpena do dalekoistočnih luka.
Zapadnoafričke luke su uvrštene na kartu Maersk Linea 1958. godine.

## Kontejnerski transport
1973. godine Maersk Line počeo se fokusirati na kontejnerski transport te je osnovana nova tvrtka kćer Maersk Container Line. Danski prijevoznik se pripremio za ovakav način prijevoza tako da mu je tijekom 1975. i 1976. isporučeno devet kontejnerskih brodova. Također, vlasnik Møller je uložio dvije milijarde američkih dolara u nove brodove, kontejnere, lučku opremu, proširenje postojećih terminala i područja za skladištenje roba te marketing.
Prvi kontejnerski brod u floti je nazvan Adrian Maersk te je imao kapacitet od 1.400 TEU. Na prvu rutu je isplovio 5. rujna 1975. iz luke Newark. Brod je kasnije nekoliko puta mijenjao ime dok je 2006. prodan pod imenom Maersk Alaska.

## Danas
Tijekom 2011. godine Maersk Line je globalno zapošljavao 24.000 ljudi dok su njegovi brodovi prevozili robu u 61 luku i terminal u 33 zemlje svijeta. Iste godine brodarska tvrtka je raspolagala s flotom od preko 600 brodova.
2006. godine tvrtci je dostavljen Emma Mærsk, najveći kontejnerski brod na svijetu koji je izgrađen u brodogradilištu Odense.
Američka ratna mornarica i Maersk Line su zajedno surađivali u testiranju biogoriva od algi.

## Vanjske poveznice
- Službena web stranica brodarske tvrtke  Arhivirana inačica izvorne stranice od 29. veljače 2012. (Wayback Machine)